# Regioni metropolitane del Brasile
Le regioni metropolitane del Brasile sono 82.

## Lista
Nord
| Stato     | Regione metropolitana             |
| --------- | --------------------------------- |
| Amapá     | Regione Metropolitana di Macapá   |
| Amazonas  | Regione Metropolitana di Manaus   |
| Pará      | Regione Metropolitana di Belém    |
| Pará      | Regione Metropolitana di Santarém |
| Pará      | Regione Metropolitana di Marabá   |
| Tocantins | Regione Metropolitana di Palmas   |

Nordest
| Stato               | Regione metropolitana                     |
| ------------------- | ----------------------------------------- |
| Alagoas             | Regione Metropolitana di Maceió           |
| Bahia               | Regione Metropolitana di Salvador         |
| Bahia               | Regione Metropolitana di Feira de Santana |
| Ceará               | Regione Metropolitana di Fortaleza        |
| Ceará               | Regione Metropolitana di Sobral           |
| Ceará               | Regione Metropolitana di Cariri           |
| Maranhão            | Regione Metropolitana di São Luís         |
| Paraíba             | Regione Metropolitana di João Pessoa      |
| Paraíba             | Regione Metropolitana di Campina Grande   |
| Paraíba             | Regione Metropolitana di Cajazeiras       |
| Pernambuco          | Regione Metropolitana di Recife           |
| Rio Grande do Norte | Regione Metropolitana di Natal            |
| Sergipe             | Regione Metropolitana di Aracaju          |

Centro-Ovest
| Stato       | Regione metropolitana                       |
| ----------- | ------------------------------------------- |
| Goiás       | Regione Metropolitana di Goiânia            |
| Mato Grosso | Regione Metropolitana di Vale do Rio Cuiabá |

Sudest
| Stato          | Regione metropolitana                     |
| -------------- | ----------------------------------------- |
| Espírito Santo | Regione Metropolitana di Vitória          |
| Minas Gerais   | Regione Metropolitana di Belo Horizonte   |
| Minas Gerais   | Regione Metropolitana di Vale do Aço      |
| Rio de Janeiro | Regione Metropolitana di Rio de Janeiro   |
| San Paolo      | Regione Metropolitana di Baixada Santista |
| San Paolo      | Regione Metropolitana di Campinas         |
| San Paolo      | Regione Metropolitana di San Paolo        |

Sud
| Stato             | Regione metropolitana                               |
| ----------------- | --------------------------------------------------- |
| Paraná            | Regione Metropolitana di Curitiba                   |
| Paraná            | Regione Metropolitana di Londrina                   |
| Paraná            | Regione Metropolitana di Maringá                    |
| Rio Grande do Sul | Regione Metropolitana di Porto Alegre               |
| Rio Grande do Sul | Regione Metropolitana di Serra Gaúcha               |
| Santa Catarina    | Regione Metropolitana Carbonífera                   |
| Santa Catarina    | Regione Metropolitana di Florianópolis              |
| Santa Catarina    | Regione Metropolitana di Foz do Rio Itajaí          |
| Santa Catarina    | Regione Metropolitana di Norte/Nordeste Catarinense |
| Santa Catarina    | Regione Metropolitana di Vale do Itajaí             |
| Santa Catarina    | Regione Metropolitana di Tubarão                    |